# 多曼LZ-4
Doman LZ-4是一款由格利登·多曼研製的八座直升機。
在LZ-2鵜鶘直升機試飛後，多曼直升機又開發了一款八人座直升機，編號為LZ-4。機身主艙設有3排雙人座椅，前方設有可供兩人搭乘的飛行甲板。大型折疊門允許將大型貨物裝載到艙室內。LZ-4採用傳統尾梁，帶有安裝尾槳的曲柄後部，並採用四輪起落架。